# فضل عمر
فضل عمر (انگلیسی: Fadhl Omar؛ زادهٔ ۱۸ نوامبر ۱۹۸۹) بازیکن فوتبال اهل قطر است.

## باشگاهی
از باشگاه‌هایی که در آن بازی کرده‌است می‌توان به القطر اشاره کرد.

## تیم ملی
وی همچنین در تیم ملی فوتبال قطر بازی کرده‌است.